# Beata Poźniak

Beata Poźniak (2013)

Beata Poźniak Daniels (* 30. April 1960 in Danzig) ist eine polnisch-US-amerikanische Schauspielerin, Filmregisseurin, Malerin, Model und Aktivistin. Sie tritt auch unter dem Namen Beata Poźniak auf.

## Leben
Poźniak wurde als Tochter von Krystyna Poźniak, einer Zahnärztin, und Roger Taylor Zbigniew, einem Orthopäden, geboren. Ihre Kindheit verbrachte sie in England, wo sie auch zur Schule ging. An der Staatlichen Hochschule für Film, Fernsehen und Theater Łódź, erhielt sie im Alter von 22 Jahren einen Abschluss mit Auszeichnung. In Polen hatte sie ihre erste Filmrolle 1979 als Statistin im  Film Die Blechtrommel. 1988 ging sie in die Vereinigten Staaten und wurde 1991 US-Staatsbürgerin.
Mit dem Film Chronik von Liebesunfällen von Andrzej Wajda kam Poźniak für das AFI Filmfestival in die Vereinigten Staaten. Dem US-Publikum wurde sie 1991 bekannt, als sie die Rolle der Marina Oswald in Oliver Stones  Film JFK – Tatort Dallas spielte. Diese Rolle war ihr Filmdebüt in den USA und führte zu weiteren Auftritten in über 30 Film- und TV-Projekten. Danach spielte sie in Babylon 5 die Rolle Susanna Luchenko, in George Lucas Die Abenteuer des jungen Indiana Jones eine Revolutionärin und in Dark Skies – Tödliche Bedrohung die Wissenschaftlerin Ludmilla.
In Paramounts’ JAG – Im Auftrag der Ehre spielte sie eine israelitische Spionin und Doppelagentin. Als Dr. Katja Fielding in Melrose Place erhielt sie eine Rolle als Mutter und Ehefrau eines Homosexuellen. Zu ihren weiteren Serienrollen gehören u. a. Masha in Verrückt nach dir, Raisa in der Drew Carey Show und das japanische Kindermädchen Tambor in Oliver Stones Mini-Serie Wild Palms. Danach spielte sie im CBS-Film A Mother’s Gift und im Drama Miriam. Im Videospiel und interaktivem Film Psychic Detective erhielt sie die Rolle der Laina Pozok.
1989 gründete sie das Theater Discordia. Sie entwickelte Stücke, die Teil des L. A. Theatre Festivals und des L. A. Poetry Festivals waren, war Drehbuchautorin und führte Regie in Poeticus Umbilicus, Poetry Discordia, Return of Umbilicus, We & They and Changing Flags. Außerdem bestand Zusammenarbeit mit Peter Sellars.
1991 wurde Poźniak US-Bürgerin.
Sie ist seit August 2001 mit dem US-amerikanischen Architekten Jeffrey Daniels verheiratet und lebt mit ihm und dem gemeinsamen Kind in Beverly Hills, Kalifornien, in einem Haus, das einmal Errol Flynn gehörte.

## Kunst
Als Bildhauerin und Malerin versuchte sich Beata Poźniak in experimentellen und unabhängigen Filmproduktionen, in denen sie zum Teil auch selbst Regie führte. So verwendete sie mehrere ihrer Kunstwerke in ihrem Kurzfilm und Regiedebüt „Mnemosyne“.
In ihrer Reihe von phantastischen Masken aus Federn und anderen Fundstücken, verbindet Poźniak altes, mythologisches und theatralisches Werk mit dem Surrealismus von Man Ray.
Ihre neueren Gemälde und Skulpturen erforschen die Kollision von alten Mythen mit der modernen Welt.

## Aktivismus
In den späten 1980er Jahren, kurz nach ihrer Ankunft in Amerika, begann Poźniak eine Kampagne, um die US-Regierung dazu zu bewegen, den internationalen Frauentag anzuerkennen. Am 8. März 1994 erschien das erste Gesetz in der Geschichte des U.S.-Kongresses für die nationale Anerkennung dieses Tages als Internationaler Frauentag (H.J. Res. 316).
Darüber hinaus gründete Poźniak den ‚Women’s Day USA’ als Non-Profit-Bildungsorganisation, die die Öffentlichkeit für inspirierende Leistungen von Frauen in der Welt sensibilisieren soll.

## Filmografie
- 1979: Die Blechtrommel
- 1980: Tango ptaka
- 1980: Pierścień w świnskim ryju
- 1981: Der Mann aus Eisen (Człowiek z żelaza)
- 1981: Życie Kamila Kuranta (Fernsehserie)
- 1981: Białe tango (Miniserie, eine Folge)
- 1982: Die verliebte Lügnerin (Kłamczucha)
- 1983: Szczęśliwy brzeg (Fernsehfilm)
- 1984: Umarłem aby żyć (Fernsehfilm)
- 1984: Deszcz (TV Musical)
- 1984: Królowa sniegu (TV Musical)
- 1985: Hamlet we wsi Głucha Dolna (Fernsehfilm)
- 1985: Rozrywka po staropolsku
- 1986: Chronik von Liebesunfällen (Kronika wypadków miłosnych)
- 1987: Vie en images (Kurzfilm)
- 1989: Stan wewnętrzny
- 1989: White in Bad Light (Kurzfilm)
- 1991: Ramona!
- 1991: 30 Door Key
- 1991: JFK – Tatort Dallas (JFK)
- 1992: At Night the Sun Shines (Kurzfilm)
- 1993: Verrückt nach dir (Mad About You, Fernsehserie, eine Folge)
- 1993: Die Abenteuer des jungen Indiana Jones (The Young Indiana Jones Chronicles, Fernsehserie, eine Folge)
- 1993: Wild Palms (Miniserie, zwei Folgen)
- 1993: Melrose Place (Fernsehserie, sieben Folgen)
- 1994: Psychic Detective (VG)
- 1995: A Mother's Gift (Fernsehfilm)
- 1995: Heaven's Tears
- 1997: JAG – Im Auftrag der Ehre (JAG, Fernsehserie, eine Folge)
- 1997: Dark Skies – Tödliche Bedrohung (Dark Skies, Fernsehserie, eine Folge)
- 1997: Babylon 5 (Fernsehserie, eine Folge)
- 1997: Pensacola – Flügel aus Stahl (Pensacola: Wings of Gold, Fernsehserie, eine Folge)
- 1997: Balkan Island: The Last Story of the Century
- 1998: Women’s Day: The Making of a Bill (Kurzdokumentation, als Regisseurin)
- 1999: How to Get Laid at the End of the World
- 1999: Enemy Action
- 1999: Klasa na obcasach (Fernsehserie)
- 2001: Roots (Dokumentation, als Regisseurin)
- 2001: Frauenpower (Fernsehserie, Fernsehserie, eine Folge)
- 2001: Mixed Signals (Kurzfilm)
- 2002: Philly (Fernsehserie, eine Folge)
- 2002: Drew Carey Show (The Drew Carey Show, Fernsehserie, eine Folge)
- 2002: Mnemosyne (Kurzfilm, als Schauspielerin und Regisseurin)
- 2003: Cold Case – Kein Opfer ist je vergessen (Cold Case, Fernsehserie, eine Folge)
- 2004: Freedom from Despair (Erzähler, Dokumentation)
- 2005–2007: Złotopolscy (Fernsehserie, 46 Folgen)
- 2006: Cyxork 7
- 2006: Miriam
- 2006: Kawa czy herbata (Fernsehserie)
- 2009: On Profiles in Courage (Dokumentation, als Regisseurin)
- 2010: Ojciec Mateusz (Fernsehserie, eine Folge)
- 2013: My w Metropolii (Fernsehserie)
- 2013: People on a Bridge (Kurzfilm, als Schauspielerin und Regisseurin)
- 2019: Red Secrets – Im Fadenkreuz Stalins (Obywatel Jones)

## Hörbücher
- 2014: Empress of the Night: A Novel of Catherine the Great, Random House
- 2012: The Winter Palace: A Novel of Catherine the Great, Random House